# Adalbert Prey
Adalbert Johann Prey (* 16. Oktober 1873 in Wien; † 22. Dezember 1949 ebenda) war ein böhmisch-österreichischer Astronom und Geodät, der später zunehmend im Bereich der Geophysik tätig war. Zwischen 1922 und 1950 verfasste er Lehrbücher über Sphärische Astronomie und eine Einführung in die Geophysik.

## Leben
Der Sohn eines Richters studierte von 1892 bis 1896 Astronomie, Physik und Mathematik an der Universität Wien, unter anderem bei Samuel Oppenheim. 1896 wurde er mit der Dissertation Über Gestalt und Lage der Milchstraße zum Dr. phil. promoviert. Anschließend wurde er Assistent an der Wiener Universitäts-Sternwarte, legte 1897 die Lehramtsprüfung aus Mathematik und Physik ab und absolvierte 1897/1898 seinen Militärdienst. 1899/1900 nahm er an der Expedition der Wiener Akademie der Wissenschaften nach Indien zur Beobachtung der Leoniden teil.
Von 1900 bis 1909 war er Adjunkt im Österr. Gradmessungsbüro und beschäftigte sich mit der Auswertung von Längenbestimmungen bedeutender Städte. 1902 habilitierte sich Prey mit der Arbeit Untersuchungen über die Bewegungsverhältnisse des Systems 70 Ophiuchi an der Universität Wien für Astronomie und Geodäsie, 1906 mit der Arbeit Über die Reduktion de Schwerebeobachtungen auf das Meeresniveau für dieselben Fächer an der Technischen Hochschule Wien. 1909 wurde ihm als Titularprofessor die Leitung der Innsbrucker Universitäts-Sternwarte übertragen, 1911 wurde er zum wirklichen außerordentlichen Professor ernannt.
Nach seinem Kriegsdienst von 1915 bis 1917 wurde er ordentlicher Universitätsprofessor an der Deutschen Universität Prag. 1930 wurde er als Nachfolger von Samuel Oppenheim zum ordentlichen Professor für theoretische Astronomie an die Universität Wien berufen. 1939 wurde er emeritiert und supplierte während des Zweiten Weltkrieges seine eigene Lehrkanzel. Von 1946 bis kurz vor seinem Tod hielt er als Honorarprofessor weiter Lehrveranstaltungen ab.
Sein Sohn Siegmund Prey war Geologe.

## Leistungen
Prey befasste sich u. a. mit dem Schwerefeld der Erde und anderer Himmelskörper. Der theoretische Schweregradient im Innern der Erdkruste, der Prey-Gradient, ist nach ihm benannt.
Zu Beginn der 1920er Jahre war er der erste Forscher, der die Höhen- und Tiefenverhältnisse der Erde in einer durchgängigen Kugelfunktionsentwicklung darstellen konnte. Wegen rechentechnischer Engpässe (damaliger Standard war logarithmisches Rechnen) konnte er die Entwicklung zunächst nur bis zur 5. Ordnung führen, aber 1922 gelang ihm die Weiterführung bis n = m = 16, was einem damals sensationellen harmonischen Modell des ganzen Globus mit etwa 1000 km Auflösung oder über 600 Schwerekoeffizienten entsprach.
Um 1940 entwickelte er eine originelle Methode für Astronomisches Nivellement, die auf Besonderheiten der Geoid-Krümmung beruht. 1941 publizierte er sie in den Denkschriften der Wiener Akademie der Wissenschaften.

## Auszeichnungen
Prey war wirkliches Mitglied der Wiener Akademie der Wissenschaften und Mitglied mehrerer internationaler und interdisziplinärer Organisationen und Forschergruppen. Nach dem Zweiten Weltkrieg übernahm er für einige Jahre den Vorsitz der ÖKIE (Österreichische Kommission für die internationale Erdmessung).
Im Jahr 1987 wurde in Wien-Donaustadt (22. Bezirk) der Preyweg nach ihm benannt.
1998 wurde der Asteroid (6157) Prey nach ihm benannt.

## Veröffentlichungen (Auswahl)
- Untersuchungen über die Isostasie in den Alpen auf Grund der Schweremessungen in Tirol. In: Sitzungsberichte der Akademie der Wissenschaften in Wien, Band 121 (1912)
- Darstellung der Höhen- und Tiefenverhältnisse der Erde durch eine Entwicklung nach Kugelfunktionen bis zur 16. Ordnung. In: Abhandlungen der Königlichen Gesellschaft der Wissenschaften zu Göttingen, Mathematisch-Physikalische Klasse, Band 11 (1922)
- Beobachtungen von Kulminationen von Planeten und des Mondes. In: Astronomische Nachrichten, Band 235 (1929), S. 129–136.
- Versuch eines astronomischen Nivellements ohne Netzausgleich. In: Denkschriften der Akademie der Wissenschaften in Wien, Mathematisch-naturwissenschaftliche Klasse, Band 104 (1941)
- Über die Theorie der Landbrücken und die Viskosität der Erde. In: Sitzungsberichte d. Akademie der Wissenschaften in Wien, Mathematisch-naturwissenschaftliche Klasse, Abt. 2a, Bd. 156, H. 9. u. 10  (1947)
- Einführung in die sphärische Astronomie. Springer, Wien 1949